# Donja Bukovica (Maglaj)
Pour les articles homonymes, voir Donja Bukovica.
Donja Bukovica (en serbe cyrillique : Доња Буковица) est un village de Bosnie-Herzégovine. Il est situé dans la municipalité de Maglaj, dans le canton de Zenica-Doboj et dans la fédération de Bosnie-et-Herzégovine. Selon les premiers résultats du recensement bosnien de 2013, il ne compte plus aucun habitant.

## Démographie

### Évolution historique de la population
| 1948 | 1953 | 1961 | 1971 | 1981 | 1991 | 2013 |
| ---- | ---- | ---- | ---- | ---- | ---- | ---- |
| -    | -    | 379  | 320  | 244  | 151  | 0    |

|  |

### Communauté locale
En 1991, Donja Bukovica faisait partie de la communauté locale de Bukovica qui comptait 323 habitants, répartis de la manière suivante :